# HD 64152
HD 64152，又名BD-20 2235，SAO 174679、HR 3068，是一颗恒星，视星等为5.63，位于銀經238.56，銀緯2.93，其B1900.0坐标为赤經7h 47m 21.7s，赤緯-20° 2.93′ 6″。